# Guía de Vitoria
Guía de Vitoria, o La guía de Vitoria, es un libro escrito por José Colá y Goiti y publicado en 1901.

## Descripción

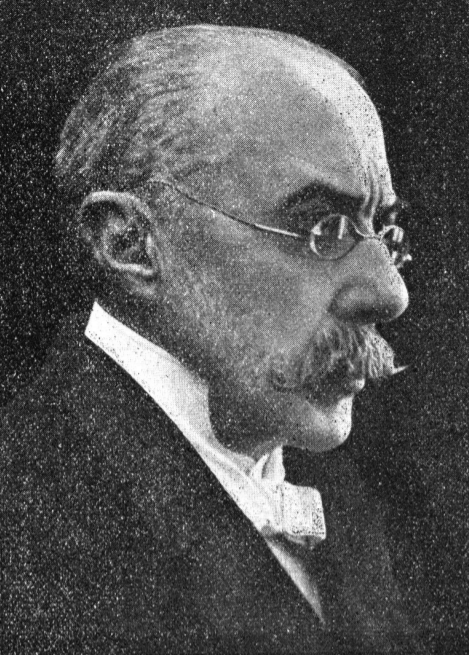
José Colá y Goiti, autor de la obra

El libro —«lujoso», «adornado con veintisiete hermosos fotograbados», según asegura un J. Izarra en un artículo sobre Colá y Goiti publicado en la revista Euskal-Erria en 1913— apareció en el año 1901. Como explica el propio autor en la introducción a la obra, se había propuesto confeccionar un texto que «sirviera de guía en la visita á sus monumentos y en el paseo por sus calles y pueblos inmediatos: un libro que además de datos referentes á esos monumentos y á las vías contara también con informes interesantes á la industria, al comercio, á las profesiones, á las asociaciones todas, lo mismo á las civiles que á las religiosas que á las militares, así como también al viajero, ya sea artista ó sencillamente aficionado». En esas mismas páginas, hace referencia a cómo una obra anterior suya, titulada La ciudad de Vitoria bajo los puntos de vista artístico, literario y mercantil, seguida del indicador del viajero y de objetivos similares, había agotado ya sus ediciones. «La carencia en la capital de un libro de esa índole me ha inducido á preparar la presente Guía de Vitoria, que á poco que el público y los anunciantes ayuden á la empresa será un "Anuario de Vitoria", que contendrá siempre las últimas cifras, los últimos datos y los más recientes informes que interesan al artista, al industrial y al comerciante, al viajero, á todos los que en su esfera de acción contribuyen al desarrollo de la actividad y de la inteligencia humanas», apostilla.
La guía comienza con un repaso general a la ciudad de Vitoria, incluidos su clima, su industria y su comercio; pasa luego a recorrer las calles y edificios notables explicando la etimología de cada una de ellas; sigue con los pueblos anexos a Vitoria, y concluye esbozando lo que llama una «Guía oficial» con una relación de aquellas personas que desempeñan algún cargo en las estructuras tanto civiles como religiosas, así como de procuradores, jueces, militares, carteros y médicos, entre muchos otros.
Para su elaboración, asegura Colá y Goiti que se sirvió de itinerarios, nomenclátores y guías hechas por autóctonos y extranjeros, sobre todo francesas, alemanas e inglesas. «Mi aspiración para el porvenir es dotar á nuestra ciudad querida, en la cual vimos la luz primera, de un verdadero y copioso anuario del comercio, de la industria, de la agricultura, de las ciencias y de las artes, de las profesiones todas, en una palabra, como lo tienen otras poblaciones menos importantes y menos cultas que la capital alavesa», zanja.